# Landkreis Trautenau

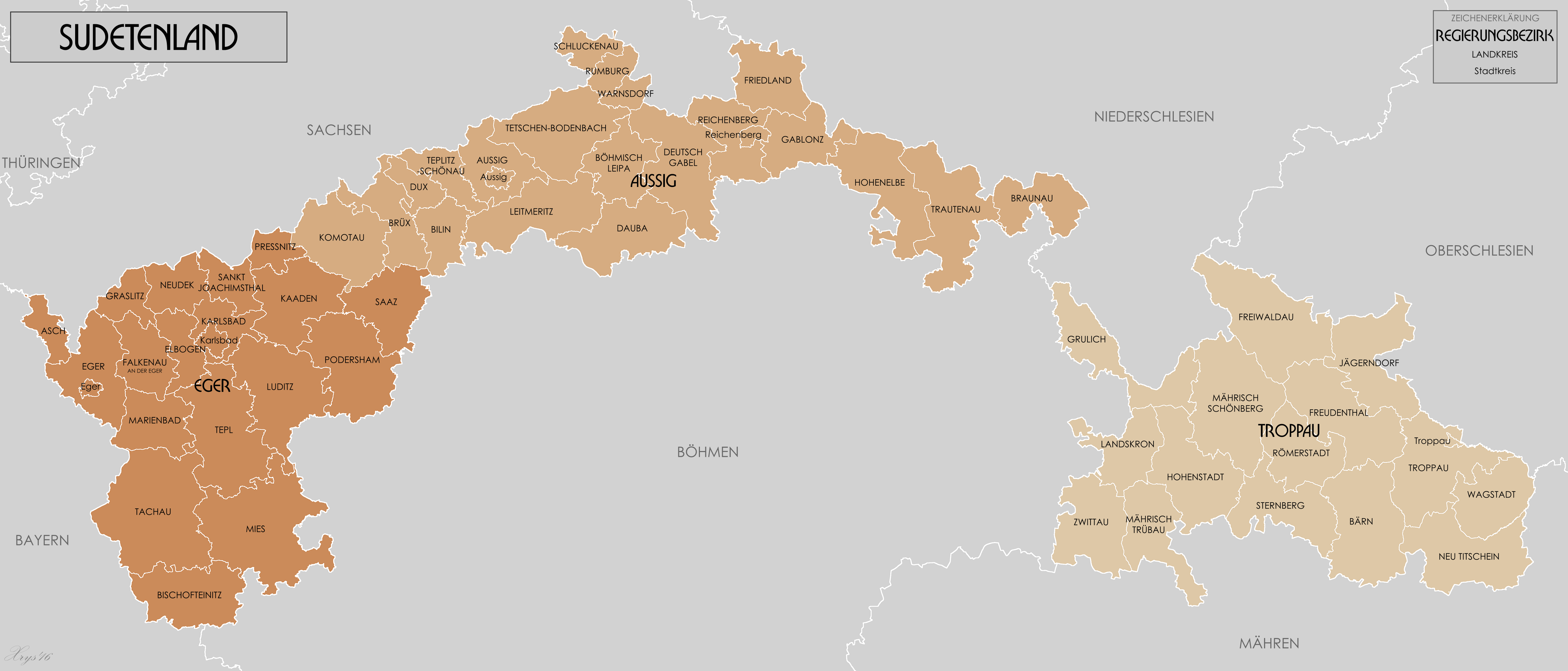
Verwaltungskarte des Reichsgaus Sudetenland

Der deutsche Landkreis Trautenau bestand in der Zeit zwischen 1938 und 1945. Er umfasste am 1. Januar 1945 vier Städte:
- Freiheit
- Pilnikau
- Schatzlar
- Trautenau

und 94 weitere Gemeinden.
Das Gebiet des Landkreises Trautenau hatte am 1. Dezember 1930 79.007 Einwohner, am 17. Mai 1939 waren es 73.376 und am 22. Mai 1947 50.633 Bewohner.

## Verwaltungsgeschichte

### Tschechoslowakei / Deutsche Besatzung
Vor dem Münchner Abkommen vom 29. September 1938 gehörten die politischen Bezirke Dvůr Králové und Trutnov zur Tschechoslowakei.
In der Zeit vom 1. bis 10. Oktober 1938 besetzten deutsche Truppen das Sudetenland. Die politischen Bezirke Trutnov und Teile von Dvůr Králové trugen fortan die früheren deutsch-österreichischen Bezeichnungen Trautenau und Königinhof. Der deutsch gewordene Teil des politischen Bezirkes Königinhof – ohne die gleichnamige Stadt – umfasste Teile der Gerichtsbezirke Jaromersch und Königinhof. Der politische Bezirk Trautenau umfasste die Gerichtsbezirke Marschendorf, Schatzlar und Trautenau. Seit dem 20. November 1938 führten die politischen Bezirke Königinhof und Trautenau die Bezeichnung „Landkreis“. Sie unterstanden bis zu diesem Tage dem Oberbefehlshaber des Heeres, Generaloberst Walther von Brauchitsch, als Militärverwaltungschef.

### Deutsches Reich
Am 21. November wurden der Landkreis Trautenau und Teile des Landkreises Königinhof ein Teil des Verwaltungsbezirks der Sudetendeutschen Gebiete unter dem Reichskommissar Konrad Henlein.
Sitz der Kreisverwaltung wurde die Stadt Trautenau.
Ab dem 15. April 1939 galt das Gesetz über den Aufbau der Verwaltung im Reichsgau Sudetenland (Sudetengaugesetz). Danach wurden der Landkreis Trautenau und Teile des Landkreises Königinhof dem neuen Regierungsbezirk Aussig im Reichsgau Sudetenland zugeteilt.
Zum 1. Mai 1939 wurde eine Neugliederung der teilweise zerschnittenen Kreise im Sudetenland verfügt. Danach blieb der Landkreis Trautenau in seinen bisherigen Grenzen erhalten. Er gab die Gemeinde Switschin an den Landkreis Hohenelbe ab und erhielt den gesamten Restkreis Königinhof.
Bei diesem Zustand blieb es bis zum Ende des Zweiten Weltkriegs.

### Tschechoslowakei / Tschechische Republik
Seit 1945 gehörte das Gebiet zunächst wieder zur Tschechoslowakei. Heute ist es ein Teil der Tschechischen Republik.

## Landräte
1939–1945: Wilhelm Sölter (NSDAP)

## Kommunalverfassung
Bereits am Tag vor der förmlichen Eingliederung in das Deutsche Reich, nämlich am 20. November 1938, wurden alle Gemeinden der Deutschen Gemeindeordnung vom 30. Januar 1935 unterstellt, welche die Durchsetzung des Führerprinzips auf Gemeindeebene vorsah. Es galten fortan die im bisherigen Reichsgebiet üblichen Bezeichnungen, nämlich statt:
- Ortsgemeinde: Gemeinde,
- Marktgemeinde: Markt,
- Stadtgemeinde: Stadt,
- Politischer Bezirk: Landkreis.

## Städte und Gemeinden
Im Landkreis befanden sich die Orte:
- Albendorf
- Altenbuch
- Alt-Rognitz
- Altsedlowitz
- Altstadt
- Bausnitz
- Berggraben
- Bernsdorf
- Bober
- Bösig
- Brettgrund
- Burkersdorf
- Deutsch-Prausnitz
- Döberle
- Dörrengrund
- Dunkeltal
- Freiheit
- Gabersdorf
- Glasendorf
- Goldenöls
- Gross-Aupa
- Gross-Schwadowitz
- Hartmannsdorf
- Hohenbruck
- Johannisbad
- Jungbuch
- Kaile
- Kaltenhof
- Kleinaupa
- Klein-Schwadowitz
- Klinge
- Kolbendorf
- Königshan
- Krinsdorf
- Lampersdorf
- Lauterwasser
- Markausch
- Marschendorf I.
- Marschendorf II.
- Marschendorf III.
- Marschendorf IV.
- Neuhof
- Nimmersatt
- Parschnitz
- Pelsdorf
- Petersdorf
- Pilnikau
- Pilsdorf
- Potschendorf
- Qualisch
- Raatsch
- Radowenz
- Rehorn
- Rennzähn
- Rudersdorf
- Schatzlar
- Schwarzenberg
- Schwarzwasser
- Slatin
- Soor
- Staudenz
- Stern
- Stollen
- Stückhäuser
- Teichwasser
- Thalseifen
- Trautenau (Stadt)
- Trautenau-Hohenbruck
- Trautenbach
- Trübenwasser
- Weigelsdorf
- Welhotta
- Wernersdorf
- Wildschütz
- Wolta

## Ortsnamen
Es galten die bisherigen Ortsnamen weiter, und zwar in der deutsch-österreichischen Fassung von 1918. Neue Gemeindenamen ergaben sich 1943:
- Groß Aupa I mit Groß Aupa II (Zusammenschluss): Großaupa,
- Groß Aupa III: Petzer,
- Schurz, Dorf mit Schurz, Markt (Zusammenschluss): Schurz.